# Manoir de Kerdisson (Le Sourn)
Le manoir de Kerdisson également dit manoir de l'ancien Logis est un édifice situé à Le Sourn en France.

## Localisation
Le manoir est situé sur le territoire de la commune de Le Sourn, au lieu-dit Kerdisson, dans le département du Morbihan en région Bretagne.

## Description
Le manoir date du XVIIe siècle, édifice de plan régulier à un étage carré, étage en surcroît, élévation à travées, construit en granite. Toiture à longs pans couverte d'ardoises, noue, croupe. Escalier dans-œuvre.

## Historique
Blasons des lucarnes illisibles, date de la première moitié du XVIIe siècle d'après les caractères stylistiques. Les déclarations du XVIIe siècle indiquent comme propriétaires : François de Bahuno, en 1638 et le sieur de Kerdisson en 1682.
Le manoir est inscrit à l'inventaire général du patrimoine culturel.